# Пірибедил
Пірибедил (англ. Piribedil, лат. Piribedilum) — синтетичний препарат, який є похідним піперазину та належить до групи стимуляторів дофамінових рецепторів, який застосовується для лікування паркінсонізму. Пірибедил застосовується перорально. Пірибедил синтезований у 1969 році, та застосовується у клінічній практиці з початку 70-х років ХХ століття.

## Фармакологічні властивості
Пірибедил — синтетичний препарат, що належить до групи стимуляторів дофамінових рецепторів, який застосовується для лікування паркінсонізму. Механізм дії препарату полягає у стимуляції D2 і D3 дофамінових рецепторів, що призводить до зниження дефіциту дофаміну в ядрах екстрапірамідної системи та інших відділах мозку та усуненню його дефіциту в нервових закінченнях, наслідком чого є зменшення симптомів паркінсонізму. Пірибедил також покращує циркуляцію крові як у головному мозку, так і в периферичних судинах завдяки наявності дофамінергічних рецепторів у периферійних судинах. Препарат має здатність покращувати когнітивні функції завдяки покращенню мозкового кровообігу при його застосуванні. Також пірибедил має властивості α2-адреноблокатора, діючи як антагоніст двох альфа2-адренорецепторів α2А та α2С, завдяки чому при його застосуванні зменшуються прояви побічних ефектів леводопи, зокрема дискінезій та дистоній. Препарат лише незначно взаємодіє з серотоніновими рецепторами, зокрема HTR1A і HTR2B. Препарат має здатність усунення мотиваційних порушень (анергії, ангедонії, апатії) та депресії, а також має нейропротективну, антиоксидантну та антитоксичну дію на нервову систему. Пірибедил застосовується для лікування паркінсонізму як самостійний препарат, так і разом із леводопою для усунення її побічних ефектів. Також препарат може застосовуватися для лікування когнітивних порушень, для лікування переміжної кульгавості, й для лікування офтальмологічних захворювань ішемічного генезу (зокрема порушення контрастності зору та порушення сприйняття кольорів). При застосуванні пірибедилу кількість побічних явищ зіставна з іншими протипаркінсонічними препаратами (є незначно більшою, ніж при застосуванні бромокриптину), та рідко стають причиною відміни препарату.

### Фармакокінетика
Пірибедил добре і швидко всмоктується при пероральному застосуванні, проте біодоступність препарату є низькою у зв'язку з ефектом першого проходження через печінку. Максимальна концентрація пірибедилу в крові спостерігається протягом 1 години після прийому таблеток із стандартним вивільненням і 3—6 годин після прийому таблеток із сповільненим вивільненням. Препарат у помірній кількості (70—80 %) зв'язується з білками плазми крові. Пірибедил проникає через гематоенцефалічний бар'єр, через плацентарний бар'єр, та виділяється в грудне молоко. Метаболізується препарат у печінці з утворенням як активних, так і неактивних метаболітів. Виводиться пірибедил із організму переважно з сечею, частково із жовчю, у вигляді метаболітів. Період напіввиведення препарату двофазний, у першій фазі становить 1,7 години, в другій фазі 6,9 годин; для форм із внутрішньовенним введенням час напіввиведення становить 12 годин.

## Покази до застосування
Пірибедил застосовується для лікування паркінсонізму, як самостійний препарат, так і в комбінації з леводопою.

## Побічна дія
При застосуванні пірибедилу частота побічних ефектів зіставна з кількістю побічних ефектів при застосуванні інших протипаркінсонічних препаратів, і їх поява рідко стає причиною відмови від подальшого застосування препарату. Найчастішими побічними явищами при застосуванні пірибедилу є нудота, блювання, запаморочення, артеріальна гіпотензія, денна сонливість, галюцинації, психози. Іншими побічними ефектами при застосуванні препарату є кропив'янка, метеоризм, артеріальна гіпертензія, сплутаність свідомості, агресивність, збудження.

## Протипокази
Пірибедил протипоказаний при підвищеній чутливості до препарату, гострій стадії інфаркту міокарду, кардіогенному шоку, одночасному застосуванні нейролептиків (за винятком клозапіну).

## Форми випуску
Пірибедил випускається у вигляді таблеток по 0,05 г. Розроблена форма препарату для внутрішньовенного введення.